# Sundasciurus
Sundasciurus — рід гризунів родини вивіркових (Sciuridae). Містить 15 видів.

## Поширення
Представники роду поширені в Південно-Східній Азії від півдня Таїланду до Філіппін. Мешкають у тропічних дощових лісах.

## Види
1. Sundasciurus altitudinis
2. Sundasciurus brookei
3. Sundasciurus davensis
4. Sundasciurus everetti
5. Sundasciurus fraterculus
6. Sundasciurus hippurus
7. Sundasciurus hoogstraali
8. Sundasciurus jentinki
9. Sundasciurus juvencus
10. Sundasciurus lowii
11. Sundasciurus mindanensis
12. Sundasciurus moellendorffi
13. Sundasciurus natunensis
14. Sundasciurus philippinensis
15. Sundasciurus rabori
16. Sundasciurus robinsoni
17. Sundasciurus samarensis
18. Sundasciurus steerii
19. Sundasciurus tahan
20. Sundasciurus tenuis